# In Europa, de geschiedenis op heterdaad betrapt
In Europa, de geschiedenis op heterdaad betrapt is een documentairereeks gemaakt door de VPRO. De serie is gebaseerd op het  boek Grote verwachtingen van de Nederlandse publicist Geert Mak en is een vervolg op In Europa. De serie pakt de draad op waar de vorige eindigde: in 1999, en laat zien hoe het optimisme tijdens de eeuwwisseling plaats maakte voor angst en verwarring, na de aanslagen op de Twin Towers, de kredietcrisis, een toenemende stroom vluchtelingen en een steeds slechtere relatie met Rusland. Elke aflevering begint met een gebeurtenis die Geert Mak als een keerpunt in de hedendaagse geschiedenis beschouwt, en laat ooggetuigen aan het woord.

## Afleveringen
| Nr. | Titel                                 | Uitzenddatum     |
| --- | ------------------------------------- | ---------------- |
| 1   | De piloot die uit de cockpit sprong   | 22 december 2019 |
| 2   | De pop van Poetin                     | 29 december 2019 |
| 3   | Bankier achter tralies                | 5 januari 2020   |
| 4   | Zwijgen als het graf                  | 12 januari 2020  |
| 5   | The Love Bridge                       | 15 januari 2020  |
| 6   | Wanneer het ijs smelt                 | 26 januari 2020  |
| 7   | Aan de goede kant van de geschiedenis | 2 februari 2020  |
| 8   | De krekel en de mier                  | 9 februari 2020  |
| 9   | De wetten van de zee                  | 16 februari 2020 |
| 10  | Dansende beren                        | 23 februari 2020 |
| 11  | Frodes ijskoude oorlog                | 25 oktober 2020  |
| 12  | De seks van de sterkste               | 1 november 2020  |
| 13  | Ctrl, Alt, Delete                     | 8 november 2020  |
| 14  | De gesmoorde revolutie                | 15 november 2020 |
| 15  | Zwijgen en goud                       | 22 november 2020 |
| 16  | Zes stappen naar een dictatuur        | 29 november 2020 |
| 17  | Je geld of je leven                   | 6 december 2020  |
| 18  | Here comes 'trouble'                  | 13 december 2020 |
| 19  | Gewonnen en alles kwijt               | 20 december 2020 |
| 20  | Achteraf praten                       | 27 december 2020 |

## Ontvangst
NRC gaf een positieve recensie en noemde de reeks een "monumentale documentaireserie".

## Invloed
Op 30 december werd bekend dat ProRail aangifte heeft gedaan tegen de VPRO. Aanleiding is de eerste aflevering, waarin Geert Mak over het spoor loopt. Volgens ProRail werd daarmee de suggestie gewekt dat spoorlopen de normaalste zaak van de wereld is. De VPRO heeft in een verklaring op de website excuses aangeboden, waarin onder meer staat dat de omroep zich te laat heeft gerealiseerd dat spoorlopen niet mag zonder toestemming. Daarnaast is bij de betreffende aflevering die online te zien is een waarschuwing opgenomen waarin kijkers worden opgeroepen niet het voorbeeld van Mak te volgen omdat "spoorlopen zeer gevaarlijk is".